# دیجیتال پیکچرز
دیجیتال پیکچرز (انگلیسی: Digital Pictures) شرکت بازی ویدئویی آمریکایی است، که در سال ۱۹۹۱ تأسیس شد.